# پرتو آهنین
پرتو آهنین (به عبری: קֶרֶן בַּרְזֶל)، یک سیستم دفاع هوایی جنگ‌افزار انرژی هدایت‌شده است که در نمایشگاه هوایی سنگاپور در ۱۱ فوریه ۲۰۱۴ توسط سامانه‌های دفاعی پیشرفته رافائل معرفی شد. این سیستم برای نابودی موشک‌های کوتاه برد، توپخانه و خمپاره‌انداز طراحی شده‌است. علاوه بر این، این سیستم همچنین می‌تواند انواع پهپاد را رهگیری کند.